# Scotophaeus westringi
Scotophaeus westringi är en spindelart som beskrevs av Simon 1914. Scotophaeus westringi ingår i släktet Scotophaeus och familjen plattbuksspindlar.
Artens utbredningsområde är Frankrike. Inga underarter finns listade i Catalogue of Life.